# Підгородня Покровка
Підгоро́дня Покро́вка (рос. Подгородняя Покровка) — село у складі Оренбурзького району Оренбурзької області, Росія.

## Населення
Населення — 4394 особи (2010; 3140 у 2002).
Національний склад (станом на 2002 рік):
- росіяни — 85 %